# The False Clue (film 1915 Horne)
The False Clue è un cortometraggio muto del 1915 diretto da James W. Horne, settimo episodio del serial Mysteries of the Grand Hotel.

## Produzione
Il film fu prodotto dalla Kalem Company.

## Distribuzione
Distribuito dalla General Film Company, il film - un cortometraggio in due bobine - uscì nelle sale cinematografiche statunitensi il 1º settembre 1915.